# Lobby do Batom

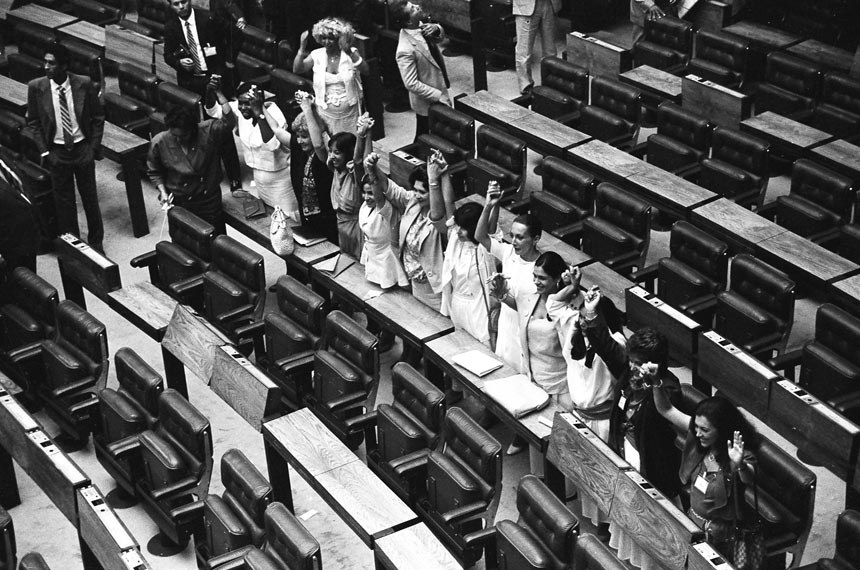
Deputadas no Congresso Nacional, 1988.

O lobby do batom ou lobby das mulheres foi uma aliança suprapartidária feita entre deputadas brasileiras durante a Assembleia Constituinte de 1987-1988 com o objetivo de ampliar direitos de cidadania e o status legal das mulheres brasileiras, incluindo direitos civis, sociais e econômicos das mulheres na Constituição que estava sendo elaborada. A mobilização foi responsável por eleger 26 deputadas em 1986, representando um aumento de 1,9 % para 5,3% da representação feminina no Parlamento, e contou com o apoio de campanhas do Conselho Nacional dos Direitos da Mulher (CNDM). As deputadas foram responsáveis por aprovar 80% de suas reivindicações e 3.321 emendas para a nova Constituição. 

## História
Após a ditadura militar no Brasil, com a volta da democracia, uma nova Constituição precisou ser redigida, abrangendo mais direitos a população. Para elaborar o novo texto da Constituição, foram eleitos 559 deputados, dentre eles só 26 mulheres, de vários partidos políticos, e nenhuma senadora. Uma das parlamentares, Bete Mendes, afastou-se para exercer o cargo de Secretária da Cultura do Estado de São Paulo. Essas constituintes se reuniram e formaram uma aliança, a "bancada feminina", que primeiramente se chamava Lobby das Mulheres. A mídia e alguns parlamentares usavam o termo Lobby do Batom para fazer piadas referente a esse grupo de mulheres. As constituintes não se intimidaram e começaram a usar o termo Lobby do Batom para denominar esta aliança.
As 25 mulheres constituintes foram: Abigail Feitosa, Anna Maria Rattes, Benedita da Silva, Beth Azize, Cristina Tavares, Dirce Tutu Quadros, Eunice Michelles, Irma Passoni, Lídice da Mata, Lúcia Braga, Lúcia Vânia, Márcia Kubitschek, Maria de Lourdes Abadia, Maria Lúcia, Marluce Pinto, Moema São Thiago, Myrian Portella, Raquel Cândido, Raquel Capiberibe, Rita Camata, Rita Furtado, Rose de Freitas, Sadie Hauache, Sandra Cavalcanti e Wilma Maia.

## Direitos conquistados
- Licença maternidade de 120 dias[7]
- Licença paternidade de 7 dias[7]
- Salário família[7]
- Direito a creche e educação pré-escolar[7]
- Proibição de discriminação em razão do sexo[7]
- Plena igualdade entre homens e mulheres[7]
- Igualdade no acesso ao mercado de trabalho e na ascensão profissional[7]
- Igualdade salarial entre homens e mulheres por trabalho igual[7]
- Proteção estatal à maternidade e à gestante[7]
- Igualdade de direitos previdenciários e aposentadoria especial para mulheres[7]
- Igualdade na sociedade conjugal[7]
- Liberdade no planejamento familiar[7]
- Coibição da violência na constância das relações familiares[7]